# District de Raebareli
Le district de Raebareli (en hindi : रायबरेली ज़िला, en ourdou : رائے بریلی ضلع) est l'un des districts de la division de Lucknow l'État de l'Uttar Pradesh en Inde.

## Description
Sa capitale est la ville de Raebareli. 
La superficie du district est de 4 609 km2 et la population était en 2011 de 3 405 559 habitants.
Le taux d'alphabétisation est de 70%.